# Cartell de crida i cerca

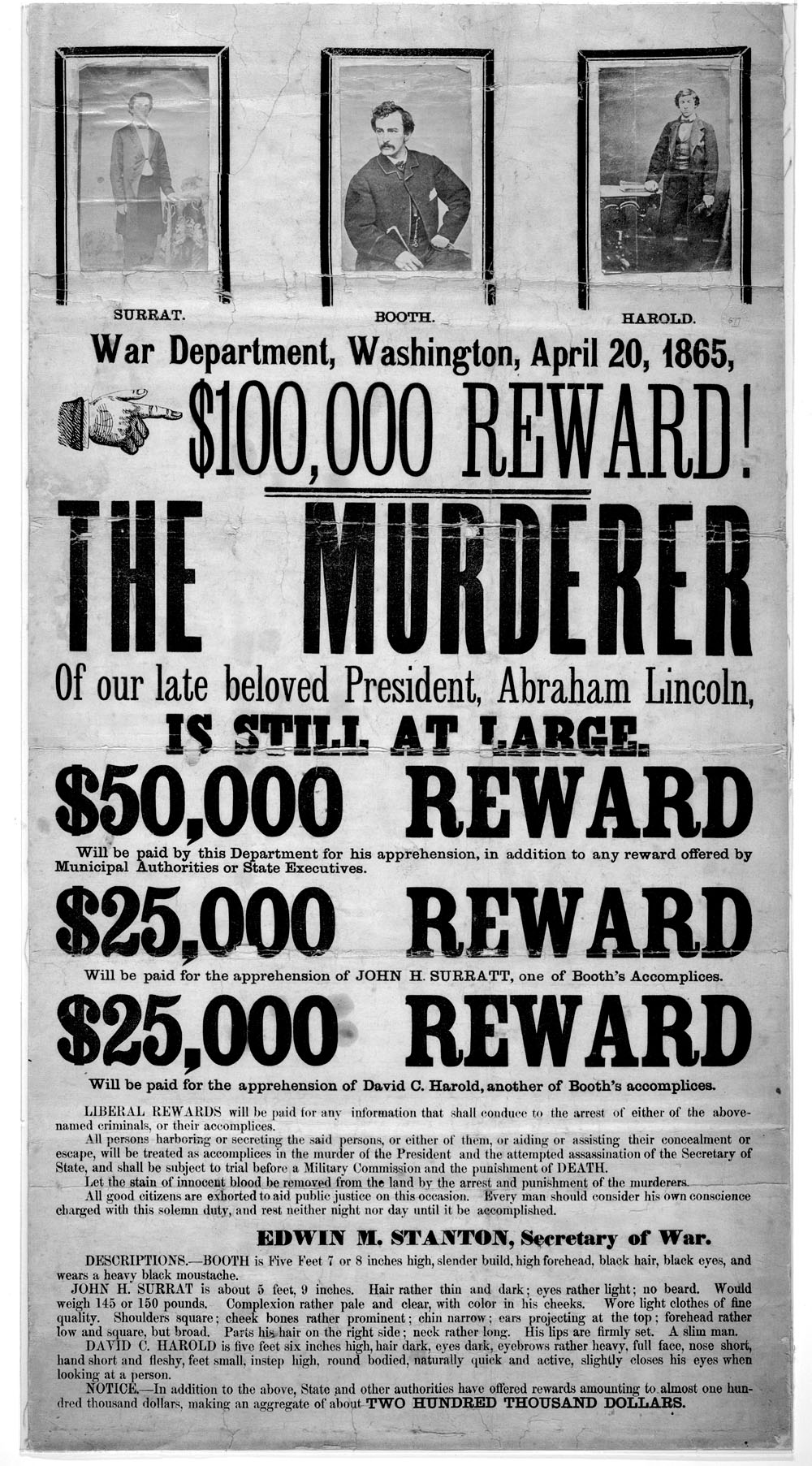
Cartell de crida i cerca de John Wilkes Booth i còmplices per l'assassinat d'Abraham Lincoln.

Un cartell de crida i cerca és un cartell publicat per a donar a conèixer un criminal cercat per les autoritats. Normalment aquests cartells inclouen una imatge del criminal, siga aquesta una fotografia o un retrat robot, a més a més, el perseguit és descrit físicament i se n'assenyalen els càrrecs imputats. Els cartells de recerca solen ésser estesos per la policia o una altra força governamental als llocs públics.
Els cartells de recerca pels fugitius particularment notables poden oferir una recompensa per llur captura o per la informació que puga ajudar a capturar-los.
Si qui publica els cartells de recerca no és un cos de seguretat aquests poden figurar com una forma d'assetjament.